# 奧索瓦 (杜布羅維察區)
51°28′19″N 26°21′18″E / 51.47194°N 26.35500°E
奧索瓦（烏克蘭語：Осова）是位於烏克蘭西北部里夫內州裏薩爾內區的村莊，始建於1581年，面積1.12平方公里，海拔高度154米，2001年人口1,125，人口密度每平方公里1,004.5人。